# W (groupe)
Pour les articles homonymes, voir W.
W, prononcé à l'anglaise et parfois transcrit « Double You », est un duo de J-pop du Hello! Project, actif en 2004 et 2005, formé des idoles japonaises Nozomi Tsuji et Ai Kago.

## Histoire
Les deux amies débutent ensemble en 2000, après audition, dans les groupes Morning Musume puis en parallèle Mini Moni, et sont surnommées « les jumelles » pour leur ressemblance physique et de caractère. Leur producteur Tsunku forme leur duo W en mars 2004, à la dissolution de Mini Moni et à leur départ de Morning Musume.
Mais au bout de deux ans et deux albums, le groupe est brusquement mis en sommeil en février 2006, alors qu'un nouveau single et un nouvel album étaient prêts à sortir, à la suite de la suspension pour une durée indéterminée d'Ai Kago, photographiée en train de fumer sous l'âge légal par un tabloïd, acte incompatible avec l'image innocente que doit cultiver un groupe d'idols. Un an plus tard, alors que son retour était prévu, Kago est à nouveau photographiée en mars 2007 en compagnie intime d'un homme beaucoup plus âgé qu'elle, causant un nouveau scandale médiatique et provoquant cette fois son renvoi définitif du H!P. W est définitivement dissous, et leur 3e album annulé.
Les deux membres poursuivent ensuite des carrières séparées, Kago désormais avec une autre agence depuis 2008 après une nouvelle année d'absence, et Tsuji au Hello! Project malgré son propre scandale de 2007: une grossesse et un mariage précipité, qui la met en congé maternité pendant deux ans, jusqu'à son départ du H!P le 31 mars 2009 avec les autres anciennes du Elder Club, et son transfert chez la maison mère Up-Front.
Le duo se reforme provisoirement à l'occasion du 20e anniversaire du Hello! Project en mars 2019 et des titres de leurs disques annulés treize ans auparavant sortent finalement le même mois sous la forme d'un mini-album en téléchargement. 

## Discographie

### Albums
- Duo U&U - 2 juin 2004
- 2nd W - 2 mars 2005
- W3 : Faithful (prévu pour le 15 mars 2006, sortie annulée)

Mini-album
- Choi Waru Devil (ちょい悪デビル?) - 30 mars 2019 (en téléchargement)

### Singles
- Koi no Vacance - 19 mai 2004
- Aa Ii Na! - 18 août 2004
- Robo Kiss - 14 octobre 2004
- Koi no Fuga - 9 février 2005
- Ai no Imi wo Oshiete! - 18 mai 2005
- Miss Love Tantei - 7 septembre 2005
- Dō ni mo Tomaranai (prévu pour le 8 mars 2006, sortie annulée)

### Singles V (DVD)
- Koi no Vacance - 23 juin 2004
- Robo Kiss - 17 novembre 2004
- Koi no Fuga - 23 février 2005
- Ai no Imi o Oshiete! - 18 juin 2005
- Miss Love Tantei - 14 septembre 2005
- Dō ni mo Tomaranai (prévu pour le 24 mars 2006, sortie annulée)